# Cours après moi que je t'attrape
Cours après moi que je t'attrape is een Franse film van Robert Pouret die werd uitgebracht in 1976. 

## Verhaal
Paul is belastinginner van beroep. Hij heeft een mislukt huwelijk achter de rug en is er wat misogyn door geworden. Jacqueline is een zachtaardige hondentrimster die werkzaam is in de 'Chenil du chien chic'. Ook zij heeft een ontgoocheling opgelopen in de liefde. 
Omdat beide kinderloze midveertigers het alleen leven beu zijn plaatsen ze een contactadvertentie. Zo ontmoeten ze elkaar en vinden elkaar sympathiek. Ze vragen zich wel af of ze goed relatiemateriaal voor elkaar zijn want ze hebben een verschillend karakter. Op hun leeftijd hebben ze ook hun eigen kleine vastgegroeide onhebbelijkheden. 
Bovendien vallen er op elk van hun afspraakjes onvoorziene incidentjes voor die misverstanden en ruzies veroorzaken.  

## Rolverdeling
| Acteur               | Personage                      |
| -------------------- | ------------------------------ |
| Jean-Pierre Marielle | Paul Gaillard                  |
| Annie Girardot       | Jacqueline Bréchère            |
| Geneviève Fontanel   | Simone Daru                    |
| Marilù Tolo          | Anita                          |
| Daniel Prévost       | Champfrein                     |
| Anémone              | de ouvreuse                    |
| Marie-Anne Chazel    | een secretaresse van Paul      |
| Betty Beckers        | een klant                      |
| Jacqueline Doyen     | een secretaresse van Paul      |
| Philippe Brizard     | de bediende bij de belastingen |